# Mister Noon
Mister Noon è un romanzo incompiuto di David Herbert Lawrence, pubblicato in edizione critica a cura di Lindeth Vasey nel 1984 presso la Cambridge University Press. Pare che sia stato scritto intorno al 1920-1921 e poi abbandonato. La prima parte (di due) uscì postuma come racconto nel 1934 nella raccolta A Modern Lover. È ambientato nelle Midlands Orientali, dove l'autore è nato e ha speso la giovinezza, ed è considerato autobiografico. La seconda parte e l'introduzione sono uscite nel 1984. Il tono nelle descrizioni è sarcastico, mentre Lawrence riflette sul comportamento sessuale e sugli atteggiamenti di uomini e donne di provincia ante-prima guerra mondiale.
In italiano è stato tradotto da Pier Francesco Paolini nel 1985 e pubblicato da Feltrinelli.

## Edizioni italiane
- Mister Noon, a cura di Lindeth Vasey, trad. di Pier Francesco Paolini, Milano: Feltrinelli, 1985 ISBN 88-07-01312-6